# Копчани
Копчани (на словашки: Kopčany) е село в югозападна Словакия, в Търнавски край, в окръг Скалица. Според Статистическа служба на Словашката република към 31 декември 2021 г. селото има 2544 жители.
Разположен е на река Морава, на 12 km югозападно от Скалица. Площта му е 21,81 km². Кмет на селото е Душан Дубецки.